# فلوئورید جیوه (I)
فلوئورید جیوه(I) (به انگلیسی: Mercury(I) fluoride) با فرمول شیمیایی Hg۲F۲ یک ترکیب شیمیایی است. که جرم مولی آن ۴۳۹٫۱۷۷ g/mol می‌باشد. شکل ظاهری این ترکیب، بلورهای مکعبی سفید است.